# Book of Shadows
Albums de Zakk Wylde
Book of Shadows II
(2016)
Singles
1. Between Heaven and Hell
Sortie : 1996

Book of Shadows est le premier album solo du guitariste de heavy metal, Zakk Wylde. D'abord paru le 18 juin 1996 sur le label Geffen, l'album est réédité en 1999 par Spitfire Records avec un second CD bonus de trois titres. Il est produit par Ron et Howard Albert.

## Composition
La plupart des titres furent composés pendant les sessions d'enregistrement de l'album d' Ozzy Osbourne, Ozzmosis. Zakk avait l'habitude après le travail en studio de rejoindre un restaurant appelé "Brew's" à New-York où il interprétait à la guitare acoustique ses nouvelles compositions. Il écrivit la chanson Throwin'it All Away en mémoire de son ami Shannon Hoon du groupe Blind Melon, après que celui-ci décéda d'une overdose.
Sur cet album Zakk Wylde compose et interprète un genre musical totalement différent de celui pratiqué avec Ozzy et plus tard avec son groupe Black Label Society. Dans Book of Shadows, Wylde mélange folk rock, rock sudiste et musique country. Presque chaque morceau y est joué à la guitare acoustique auquel il ajoute des solos qui font la distinction particulière du musicien.

## Liste des chansons
- Tous les titres sont signés par Zakk Wylde

Disque 1
1. Between Heaven And Hell – 3:26
2. Sold My Soul – 4:52
3. Road Back Home – 5:48
4. Way Beyond Empty – 5:25
5. Throwin' It All Away – 5:47
6. What You're Look'n For – 5:31
7. Dead As Yesterday – 2:51
8. Too Numb To Cry – 2:23
9. The Things You Do – 4:11
10. 1,000,000 Miles Away – 6:29
11. I Thank You Child – 4:41

Disque 2 (réédition 1999 uniquement)
1. Evil Ways – 4:13
2. The Color Green – 3:05
3. Peddlers Of Death – 5:51 (sera ré-enregistrée et ré-arrangée pour l'album Sonic Brew de Black Label Society)

## Personnel
- Zakk Wylde - chant, chœurs, guitare électrique et acoustique, basse, piano, synthétiseur, harmonica
- Joe Vitale - batterie, synthétiseur, piano
- James Lomenzo - basse
- John Sambarato - chœurs sur Way Beyond Empty